# Lateef Crowder
Lateef Crowder dos Santos (Salvador, Bahia, 1977. november 23.–) brazil-amerikai színész, kaszkadőr és harcművész. 
2000 óta a Zero Gravity kaszkadőr csapat tagja, számos internetes rövid videóban és bemutatókban szerepelt, mint például az Inmate 451. Tapasztalt capoeira gyakorló, a harcművészeti tréninget hatéves korában kezdte.

## Élete
Lateef Salvadorban (Bahia) született. Négyéves korában költöztek a kaliforniai San Joséba. Nagy tapasztalattal és képzéssel rendelkezik a capoeiráról, amit az apja és a tornászok tanítottak neki, később nemzetközi versenyzővé vált, és a Zero Gravity kaszkadőrcsapat tagja lett. Mostanság inaktív tagja. Lateef azóta saját színészi karrierjén dolgozik.

## Pályafutása
Santos legismertebb filmje A sárkány bosszúja (Észak-Amerikában The Protector néven ismert) című film, amelyben capoeirát használt a harci jeleneteiben Tony Jaa-val szemben. Az Achilles-inai sérülése miatt a jelenetét rövidre vágták, ám azóta felépült, és 2007-ben megjelent a Duel of Legends harcművészeti filmben. Capoeira képességei és a karakterhez való hasonlósága miatt Lateef Crowder Eddy Gordo szerepét játszotta a Tekken élőszereplős akciófilmben. Feltűnt még a Vitathatatlan 3. című filmben is, amelyben Scott Adkinsszel és Mykel Jenkinsszel szerepelt. Lateef újabb emlékezetes munkája a Fight Science című dokumentum-sorozat volt, amelyben tesztekben mutatta be a capoeira rúgásainak hatékonyságát.

## Magánélete
2009-ben Lateef összejött a brazil modell Andressa Vallottival, a párnak 3 közös gyermeke született, ám 2013-ban különváltak.

## Filmográfia
| Év      | Magyar cím                        | Eredeti cím                               | Szerep                      | Magyar hang | Megjegyzés              |
| ------- | --------------------------------- | ----------------------------------------- | --------------------------- | ----------- | ----------------------- |
| 2023    | Családi kiruccanás                | The Family Plan                           | nyaktetováló                | –           |                         |
| 2019-23 | A Mandalóri                       | The Mandalorian                           | Din Djarin / Mandalóri      | –           | 16 epizód               |
| 2018    | 22 mérföld                        | Mile 22                                   | Liam                        | –           | kaszkadőr is            |
| 2018    | Határok mentén                    | Triple Frontier                           | –                           | –           | kaszkadőr is            |
| 2017    | Boone, a fejvadász                | Boone: The Bounty Hunter                  | Juan Cardoza                | –           |                         |
| 2015    |                                   | Jia                                       | Axe Thug                    | –           | rövidfilm               |
| 2015    | Halálos iramban 7.                | Fast & Furious 7                          | Előkelő milliárdos pártfogó | –           | stáblistán nem szerepel |
| 2014    | Fedőneve: Sólyom                  | Falcon Rising                             | Carlo Bororo                | ?           | stáblistán nem szerepel |
| 2012    | Alkonyat: Hajnalhasadás – 2. rész | The Twilight Saga: Breaking Dawn – Part 2 | Santiago                    | nem beszél  |                         |
| 2012    | Alkonyat – Napfogyatkozás         | The Twilight Saga: Eclipse                | Santiago                    | nem beszél  |                         |
| 2010    | Vitathatatlan 3.                  | Undisputed 3                              | Andrago Silva               | Orosz Ákos  |                         |
| 2010    | Éli könyve                        | The Book of Eli                           | Támadó                      | –           | kaszkadőr               |
| 2009    | Tekken                            | Tekken                                    | Eddy Gordo                  | Varga Rókus |                         |
| 2008    | Alkonyat                          | Twilight                                  | Santiago                    | nem beszél  |                         |
| 2005    | A sárkány bosszúja                | Tom-Yum-Goong                             | Capoeira harcos             | nem beszél  |                         |